# Lapanga
Lapanga é uma vila no distrito de Hazaribag, no estado indiano de Jharkhand.

## Demografia
Segundo o censo de 2001, Lapanga tinha uma população de 7354 habitantes. Os indivíduos do sexo masculino constituem 54% da população e os do sexo feminino 46%. Lapanga tem uma taxa de literacia de 61%, superior à média nacional de 59,5%: a literacia no sexo masculino é de 70% e no sexo feminino é de 50%. Em Lapanga, 16% da população está abaixo dos 6 anos de idade.